# HMS Indomitable (92)
O HMS Indomitable foi um porta-aviões da classe Illustrious da Marinha Real Britânica. A classe Illustrious foi desenvolvida no Programa Naval de 1937. Originalmente pretendido para ser o quarto navio da classe, foi redesenhado para ter a sua capacidade de aeronaves aumentada, passando de 36 para 48. Um segundo foi construído por cima do primeiro. O hangar inferior foi convertido em oficinas extras e acomodações para ter mais aeronaves e meios para o seu bom funcionamento.